# Margaretha Drummond
Margaretha Drummond, onder de naam van haar eerste man ook bekend als Margaretha Logie (ca.1340 - na 31 januari 1375), was de tweede Koningin-Gemalin van David II van Schotland en een dochter van Malcolm Drummond (1346 †) en Margaretha Graham, gravin van Menteith.
Margaretha huwde eerst met John Logie, heer van Ilk. Met hem kreeg ze een zoon, ook John Logie genaamd. Ze was of diende als minnares van koning David II, die weduwnaar was geworden van zijn eerste vrouw Johanna van de Toren, op 14 augustus 1362.
Margaretha huwde daarna met David II van Schotland in Inchmurdach, Fife op 20 februari 1364. Ze kregen geen kinderen en de koning scheidde daarom van haar op 20 maart 1369 op grond van onvruchtbaarheid. Margaretha reisde echter naar Avignon in Zuid-Frankrijk en wist succesvol de scheiding ongedaan te laten maken door uitspraak van de Paus Urbanus V, die de uitspraak tegen haar in Schotland ongeldig verklaarde. Omdat ze zelf tijdens haar eerdere huwelijk een kind had gebaard, leek het erop dat David zelf onvruchtbaar was, ook omdat uit zijn vorige huwelijk dat 34 jaar had geduurd geen kinderen waren voortgekomen. Margretha overleefde de Schotse koning en was nog in leven op 31 januari 1375, maar moet al snel na die datum overleden zijn